# Крум Узунов
Крум Любенов Узунов е български минен инженер, партиен и стопански деец.

## Биография
Роден е на 23 юли 1933 година в с. Горна Гращица, Кюстендилски окръг. Завършва ВМГИ - София (1956).
Работи като инженер – ръководител на сектор по капитално строителство, началник на отдел и главен инженер на Окръжното управление по промишлеността в Окръжен народен съвет – Кюстендил (1959-1962). Член на БКП от 1963 г. Директор на ДМП „Бистрица“ (1963-1969), началник на отдел и председател на Окръжната планова комисия към Окръжен народен съвет – Кюстендил (1969-1975).
На 1 декември 1975 г. е избран за председател на Изпълнителния комитет на Градския общински народен съвет – Кюстендил и заема длъжността до 24 март 1979 г. През време на мандата му се изгражда нов цех към „Винпром“-Кюстендил, открива се нова база на мелницата „Зинови Григоров“. Годишно в града се изграждат по около 500 нови апартамента. През 1976-1980 г. е завършен жилищен комплекс „Запад“. През 1978 г. е открита сградата на ОКС. Прави се водохващането „Кладенци“ от р. Струма II етап. Продължава работата по корекция на р. Банщица. Открити са детски градини № 11 и 12 и Пионерския дом.
От 1979 г. Крум Узунов е директор на Миннообогатително стопанско предприятие „Осогово“. Защитава кандидатска дисертация „Изследване на надеждността за развитие на минните работи в подземен рудник“ (за условията на мина „Бистрица“) (1973). Носител на орден „Червено знаме на труда“ (1976 и 1983).